# Herkermolen
De Herkermolen is een watermolen op de Herk aan Molenstraat 19 te Herk-de-Stad.
De molen werd reeds in 1326 vermeld. Deze onderslagmolen fungeerde toen als korenmolen en oliemolen. Het was een banmolen van de prins-bisschop van Luik.
In 1884 werd het oliemolengedeelte opgeheven en het graangedeelte gedeeltelijk verbouwd. Het binnenwerk van de oliemolen is daarmee verdwenen. In 1946 volgde een nieuwe verbouwing tot een fabriekje. Het binnenwerk van de molen is nog aanwezig en ook het metalen onderslagrad is nog aan de molen bevestigd.

## Naamgenoten
De molen moet niet verward worden met de Herckermolen (met ck) en de Nieuwe Molen in Terkoest, die soms Herkermolen wordt genoemd.